# 1959 год в науке
В 1959 году были различные научные и технологические события, некоторые из которых представлены ниже.

## События
- Фондом Хайнемана учреждена премия Дэнни Хайнемана в области математической физики, вручаемая Американским физическим обществом совместно с Американским институтом физики.

- 2 января — запуск первой автоматической межпланетной станции «Луна-1» и пролёт ею Луны. Первый искусственный спутник Солнца. Первый в мире космический зонд.
- 24 марта — Частное лунное затмение в южном полушарии (фаза 0,26)[1].
- 8 апреля — Кольцеобразное солнечное затмение (максимальная фаза 0,9401)[2].
- 17 июля — в Восточной Африке Мэри Лики нашла череп парантропа Бойса.
- 13 сентября — «Луна-2» впервые достигла поверхности Луны. Доставлен вымпел с изображением герба Советского Союза.
- 17 сентября — Полутеневое лунное затмение в южном полушарии (фаза −0,06)[1].
- 2 октября — Полное солнечное затмение (максимальная фаза 1,0325)[3].
- 7 октября — АМС «Луна-3» облетела вокруг Луны и впервые передала на Землю полученные снимки обратной её стороны.

## Изобретения
- Д. Шеллом предложен алгоритм сортировки массивов, названный в его честь.
- Межконтинентальная крылатая ракета: «Буря» (СССР)[4].

## Открытия
- В африканском ущелье Олдувай супругами Мэри и Луисом Лики открыт Парантроп Бойса.

## Награды
- Нобелевская премия
  - Физика — Эмилио Джино Сегре и Оуэн Чемберлен — «За открытие антипротона».
  - Химия — Ярослав Гейровский, «За открытие и развитие полярографических методов анализа».
  - Медицина и физиология — Северо Очоа, Артур Корнберг, «За открытие механизмов биологического синтеза рибонуклеиновой и дезоксирибонуклеиновой кислот».
- Президиум АН СССР принял решение об упорядочивании Золотых медалей и премий имени выдающихся учёных[5].
  - Большой золотой медалью имени М. В. Ломоносова награждён Пётр Леонидович Капица — за совокупность работ по физике низких температур.
  - Учреждена Премия имени В. Г. Хлопина, первым лауреатом стал химик, член-корреспондент АН СССР И. Е. Старик — «За монографию „Основы радиохимии“»[6]

## Родились
- 3 января — Фёдор Николаевич Юрчихин, российский космонавт.
- 6 октября — Андрей Викторович Хуторской, русский педагог, учёный, автор дидактической эвристики — теории и технологии развития одарённости.
- 24 ноября — Терри Бреннан, амер. учёный, историк-антиковед. Адъюнкт-профессор университета Рутгерса в Нью-Джерси.
- Франсиско Пина Поло[нем.], испанский историк-антиковед.